# Agapetus agtuuganonis
Agapetus agtuuganonis là một loài Trichoptera trong họ Glossosomatidae. Chúng phân bố ở miền Cổ bắc.